# Green Jellÿ
Green Jellÿ, prononcé green jello, anciennement Green Jellö, est un groupe de comedy rock américain, originaire de Kenmore, dans l'État de New York. Green Jellÿ a vu défiler durant son existence, une centaine de musiciens, Bill Manspeaker étant le seul membre original restant. La formation de l'album Cereal Killer revient souvent car elle se composait de nombreux membres issus de futur groupes à la notoriété incontestable.

## Biographie

### Débuts (1981–1984)
Bill Manspeaker, un habitant de Kenmore, à New York, forme Green Jellÿ en 1981, initialement sous le nom de Green Jellö, comme quatuor orienté comedy-punk. Les membres reconnaissant ne pas avoir de talent musical à cette période se considèrent comme « le pire groupe du monde ». Le nom du groupe, suggéré par un ami, s'inspire du Jell-O vert, considéré comme le pire dérivé de la marque Jell-O ; Manspeaker pensait donc qu'une telle référence représenterait le talent du groupe. Le groupe commence à jouer à travers Buffalo, et se fait remarquer grâce à ses performances scéniques et théâtrales assez spécifiques. Les membres étaient de vrais novices en musique à tel point que le bassiste avait ajouté des couleurs aux cordes de sa basse pour mémoriser l'emplacement de ses doigts.
L'un des premiers concerts du groupe se déroule au Masonic Temple de Kenmore. À ce concert, le public jette des sandwiches sur le groupe, qui devra rembourser les dégâts occasionnés sur scène. Un autre de leurs premiers concerts se déroule au YMCA, où le groupe devra également rembourser les dégâts ; cette fois pour avoir projeté du faux sang par terre. Le groupe acquiert une réputation de « groupe pro-sandwiches » ; le public amènera des Jell-O pour leur jeter dessus pendant les concerts. Ils changent temporairement de nom pour AJP (American Jell-O Party), inspirés des Sex Pistols qui avaient changé leur nom pour SPOTS (Sex Pistols On Tour Secretly) pour jouer à des lieux ils étaient bannis, comme le McVans.
En 1984, Green Jellö joue pour les Ramones au Buffalo State College, et le groupe se fait une nouvelle fois asperger de Jell-O, de crème fouettée et de pudding. À la fin, les Green Jellö et l'équipement des Ramones se retrouvent submergés de Jell-O. Des années plus tard, dans un entretien au magazine New York Rocker, Joey Ramone cite Green Jellö comme le pire groupe qui ai joué pour les Ramones.

### Let It Be(1984–1987)
En 1984, Green Jellö publie Let It Be, un EP huit titres, sur leur propre label, American Jello Parti Productions, Inc. La couverture, réalisée par Manspeaker, est une parodie de Let It Be des Beatles. Enregistré dans la chambre de Bill, l'album comprend le thème Green Jellö Theme Song, des chansons comme I've Got Poo-Poo on My Shoe (plus tard Shitman), Whip Me Teenage Babe (plus tard House Me Teenage Rave), Hill, Hill, Do the Howie, la chanson d'une seconde Icrog, The Ice Cream Song, et I'll Buy You Any Major Appliance You Want Baby, Ooo Ooo. Let It Be est édité à 500 exemplaires.

### Route du succès (1987–1991)
Après un succès local à Buffalo, la plupart des membres emménagent à Hollywood, en Californie. En 1987, en travaillant chez Tower Records sur le Sunset Boulevard, ils reforment le groupe. Ils jouent leur premier concerts à Los Angeles au Central (qui deviendra ensuite Viper Room), avec Sylvia Massy, qui produira deux de leurs albums. En 1988, Bill et le groupe font la rencontre de GWAR. En 1989, Green Jellö publie son deuxième album, Triple Live Möther Gööse at Budokan, le 29 février. Il comprend un son mieux défini et une meilleure production et composition. Le groupe recrute le batteur Danny Carey (futur Tool), et le bassiste Bill Tutton (King Dot), les guitaristes Marc Levinthal (Pippi Rockstocking), Steven Shenar (Sven Seven), C.J. Buscaglia (Jesus Quisp) et Bernie Peaks (Bernie Vicious), et le bassiste Rootin' Bloomquist. Le groupe comprend sept chanteurs, dont Bill Manspeaker (Moronic Dictator, Shitman, Marshall « Duh » Staxxx), Joe Cannizzaro (Dunderhead), Keith Matherne (Keni Logginz), Gary Helsinger (Hotsy Menshot, Piñata Head), Greg Reynard (Reason Clean, Toucan Son of Sam) et Maynard James Keenan (Billy Bob). Il comprend aussi une choriste et une batteuse : Kim O'Donnell (Sadistica), et Caroline Jester (Jella Tin).

### Cereal Killer(1991–1993)
En 1991, le groupe contacte le label Zoo Entertainment.

### 333et suites (1994–1995)
En 1994, Green Jellÿ se lance dans une coentreprise avec BMG Music, pour ouvrir les Green Jellÿ Studios, sur le Sunset Boulevard d'Hollywood, en Californie. Ici, Green Jellÿ enregistre et tourne son quatrième album, ''333. L'album comprend The Bear Song qui est incluse dans le film des Farrelly Brothers, Dumb et Dumber. Bien que l'album n'ait jamais été publié, à proprement parler, il est nommé en 1995 d'un Grammy dans la catégorie de « vidéo la plus longue ». Toujours en 1994, le groupe produit et compose la bande-son du jeu vidéo Spider-Man & Venom: Maximum Carnage, publié par Acclaim Entertainment.
En 1995, le groupe enregistre un nouvel album pour le label Zoo Entertainment, qui ne sera finalement pas publié pendant cette période. Il ne sera publié que 14 ans plus tard sous le titre de Musick to Insult Your Intelligence By.

### Réunion et nouvel album (2008–2009)
Le 9 février 2008, Blabbermouth.net annonce la réunion de Green Jellÿ pour une possible tournée américaine. les dates sont annoncées sur leur page MySpace. Le groupe réédite également les albums Cereal Killer et 333 pour un DVD avec Originology Records, vendu à leurs concerts. En fin août, le groupe annonce sur MySpace une tournée en fin d'année. Green Jellÿ publie finalement Musick to Insult Your Intelligence By le 13 octobre 2009.

### Tournées etGreen Jellö Suxx Live(depuis 2010)
Le 25 mars 2010, Green Jellÿ embarque pour la tournée Parental Advisory Tour avec Nashville Pussy et Psychostick. La tournée se termine à Phoenix, dans l'Arizona, le 30 mai 2010. En mai 2010, Shell Gasoline diffuse une publicité qui comprend leur chanson The Bear Song, issue de l'album 333. Le 26 juin 2010, Green Jellÿ participe à l'American Skate Fest de Rutland, dans l'Ohio avec GWAR. Il s'ensuit quatre concerts au Vans Warped Tour. En 2012, Bill Manspeaker amène de nouveau Green Jellÿ à la vie pour la tournée Green Jelly Jet Set Tour 2012 aux États-Unis qui commence par The Evil Wine Carnival de Boise, dans l'Idaho le 22 septembre.
Grâce à une campagne Kickstarter au printemps 2015, le groupe publie un DVD le 1er décembre 2016.

## Membres

### Membres actuels
- Bill Manspeaker - chant (1981-1995, depuis 2008)

### Anciens membres
- Maynard James Keenan - chœurs (1990-1993)
- Danny Carey - batteur (1989-1994)

## Discographie

### Albums studio
- 1989 : Triple Live Möther Gööse at Budokan
- 1992 : Cereal Killer
- 1993 : Cereal Killer Soundtrack
- 1994 : 333
- 2009 : Musick to Insult Your Intelligence By

### EPs
- 1984 : Let It Be
- 1992 : Green Jellö SUXX
- 1993 : Three Little Pigs – The Remixes

### Singles
- 1992 : Three Little Pigs (réédité en 1993)
- 1993 : Anarchy in the UK
- 1993 : Electric Harley House (of Love)
- 1993 : I'm the Leader of the Gang (I Am)
- 1993 : House Me Teenage Rave
- 1994 : The Bear Song
- 1994 : Slave Boy

### Clips
- 1993 : Cereal Killer
- 1994 : 333
- 2016 : Green Jellö Suxx Livë